# Leptohymenium longisetaceum
Leptohymenium longisetaceum är en bladmossart som beskrevs av Georg Friedrich von Jaeger 1878. Leptohymenium longisetaceum ingår i släktet Leptohymenium och familjen Hylocomiaceae. Inga underarter finns listade i Catalogue of Life.